# Mary Reckford
Mary Reckford (9 de octubre de 1992) es una deportista estadounidense que compite en remo.
Ganó una medalla de plata en el Campeonato Mundial de Remo de 2022, en la prueba de doble scull ligero. Participó en los Juegos Olímpicos de Tokio 2020, ocupando el quinto lugar en la misma prueba.

## Palmarés internacional
| Campeonato Mundial | Campeonato Mundial       | Campeonato Mundial | Campeonato Mundial |
| Año                | Lugar                    | Medalla            | Prueba             |
| ------------------ | ------------------------ | ------------------ | ------------------ |
| 2022               | Račice (República Checa) | Medalla de plata   | Doble scull ligero |